# Kaja Eržen
Kaja Eržen (Kranj, Eslovenia; 21 de agosto de 1994) es una futbolista eslovena. Juega como mediocampista y su equipo actual es la ACF Fiorentina de la Serie A de Italia.

## Selección nacional
Es internacional con la selección de Eslovenia, con la que ha totalizado 52 presencias y 4 goles.

## Clubes

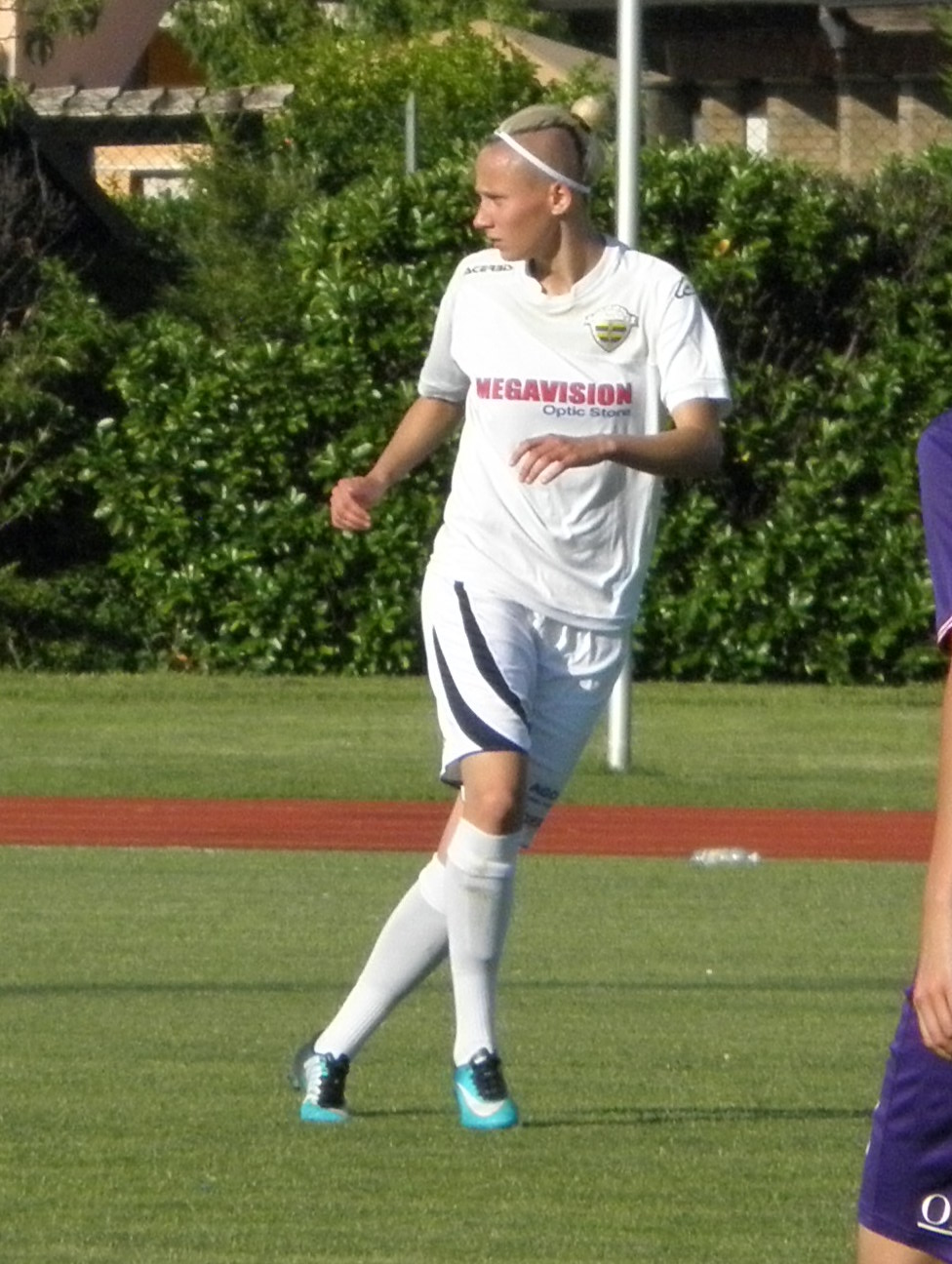
Eržen en las filas del UPC Tavagnacco, 2018.

| Club               | País      | Año         |
| ------------------ | --------- | ----------- |
| Jerič Velesovo     | Eslovenia | 2008 - 2011 |
| ŽNK Pomurje        | Eslovenia | 2011 - 2013 |
| Carinthians        | Austria   | 2013 - 2015 |
| DFC LUV Graz       | Austria   | 2015 - 2016 |
| Olimpija Ljubljana | Eslovenia | 2016 - 2017 |
| UPC Tavagnacco     | Italia    | 2017 - 2019 |
| AS Roma            | Italia    | 2019 - 2021 |
| Napoli Femminile   | Italia    | 2021 - 2022 |
| ACF Fiorentina     | Italia    | 2022 - Act. |

## Palmarés

### Campeonatos nacionales
| Título            | Club               | País      | Año         |
| ----------------- | ------------------ | --------- | ----------- |
| Liga eslovena     | ŽNK Pomurje        | Eslovenia | 2011 - 2012 |
| Copa de Eslovenia | ŽNK Pomurje        | Eslovenia | 2011 - 2012 |
| Liga eslovena     | ŽNK Pomurje        | Eslovenia | 2012 - 2013 |
| Copa de Eslovenia | ŽNK Pomurje        | Eslovenia | 2012 - 2013 |
| Liga eslovena     | Olimpija Ljubljana | Eslovenia | 2016 - 2017 |
| Copa Italia       | AS Roma            | Italia    | 2020 - 2021 |